# Sirius (peschereccio)
Il Sirius fu un peschereccio italiano, utilizzato per il trasporto clandestino di ebrei scampati allo sterminio dei campi di concentramento europei.
Il suo viaggio fu il primo del periodo successivo alla seconda guerra mondiale e decretò l'inizio della Aliyah post-Shoah.

## L'attività di trasporto passeggeri verso Israele
Costruito interamente in legno al fine di sfuggire ai radar inglesi, presso i Cantieri Navali Dormio di Monopoli, fu varato nell'agosto del 1945 ed effettuò il suo primo viaggio il 21 agosto dello stesso anno.
Primo peschereccio a trasportare ebrei europei verso le coste di Israele, fu ribattezzato con il soprannome Dalin in onore di Eliyahu Golomb, morto nel giugno del 1945. Alimentato attraverso un motore Diesel opportunamente occultato nell'agro monopolitano durante le fasi di lavorazione del natante, ed ufficialmente registrato con il nome di Dahlia, fu acquistato durante la sua costruzione da membri dei servizi segreti ebraici ed affidato al comando del tenente Enrico Nissim Levi.

## Equipaggio
Membri dell'equipaggio furono Israel Chorev, Aryeh Chaikind nonché un meccanico e due marinai monopolitani; tra i passeggeri trovarono posto alcuni soldati della 468th Jewish Soldiers Transportation Unit dell'Esercito britannico quali Avraham Reiss, Moshe Rabinovitch, Yisrael Rotem, Eliezer Varsh e Peter Hoffmane.
Il natante salpò il 21 agosto ed arrivò in tutta sicurezza sulle spiagge di Sdot-Yam il 28 dello stesso mese. I passeggeri, giunti a terra, trovarono riparo nei villaggi vicini.

## Il rientro e le operazioni successive
L'equipaggio fece ritorno in Italia nel settembre dello stesso anno evitando i blocchi navali nel Mar Mediterraneo. In seguito si dedicherà al trasporto clandestino tra le isole di Cipro e Creta sotto il controllo del Mossad.